# 데이브타 셔우드
데이브타 셔우드(Davetta Sherwood, 1984년 1월 27일 ~ )는 미국의 연극 배우, 영화배우이다.
마운트버넌에서 태어났다.

## 영화
- 러브 섹션 (2013년)
- 웬 어 우먼스 페드 업 (2013년)
- 백 인 더 데이 (2005년)
- 베놈 (2005년) - 패티 역
- 더 영 앤 더 레스트리스 (1973년)